# 보스니아 헤르체고비나의 재외공관 목록

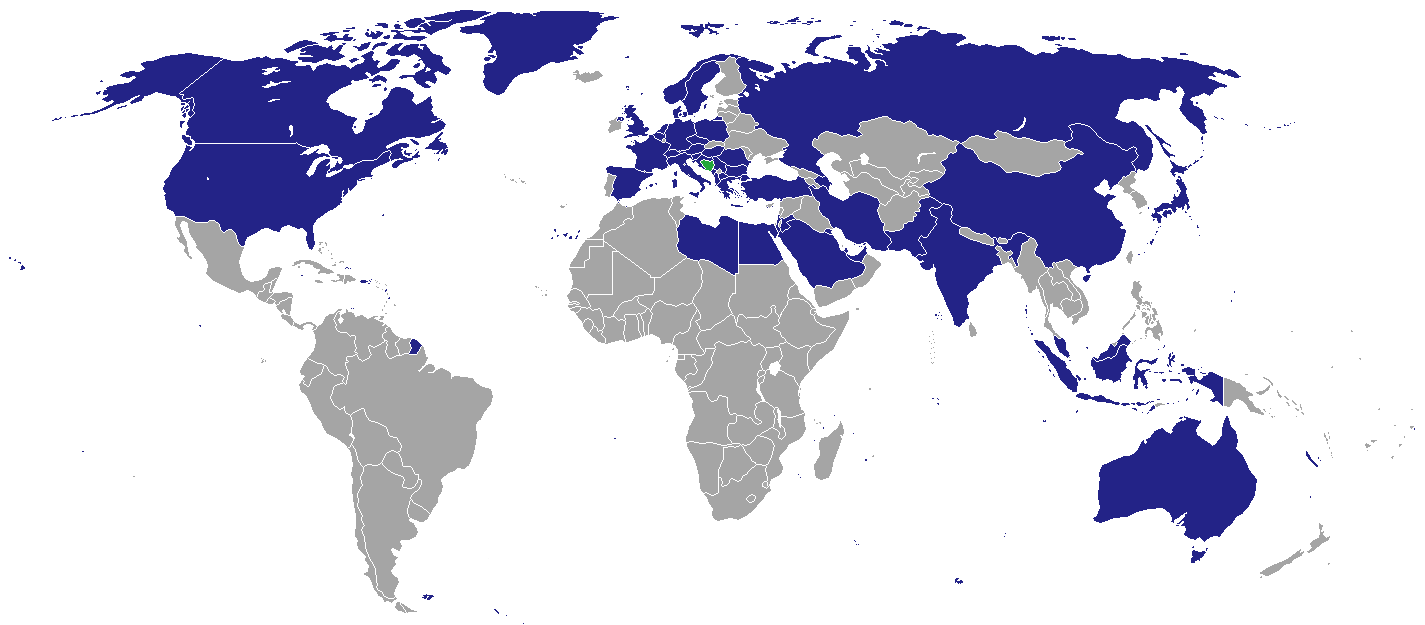
보스니아 헤르체고비나의 재외공관

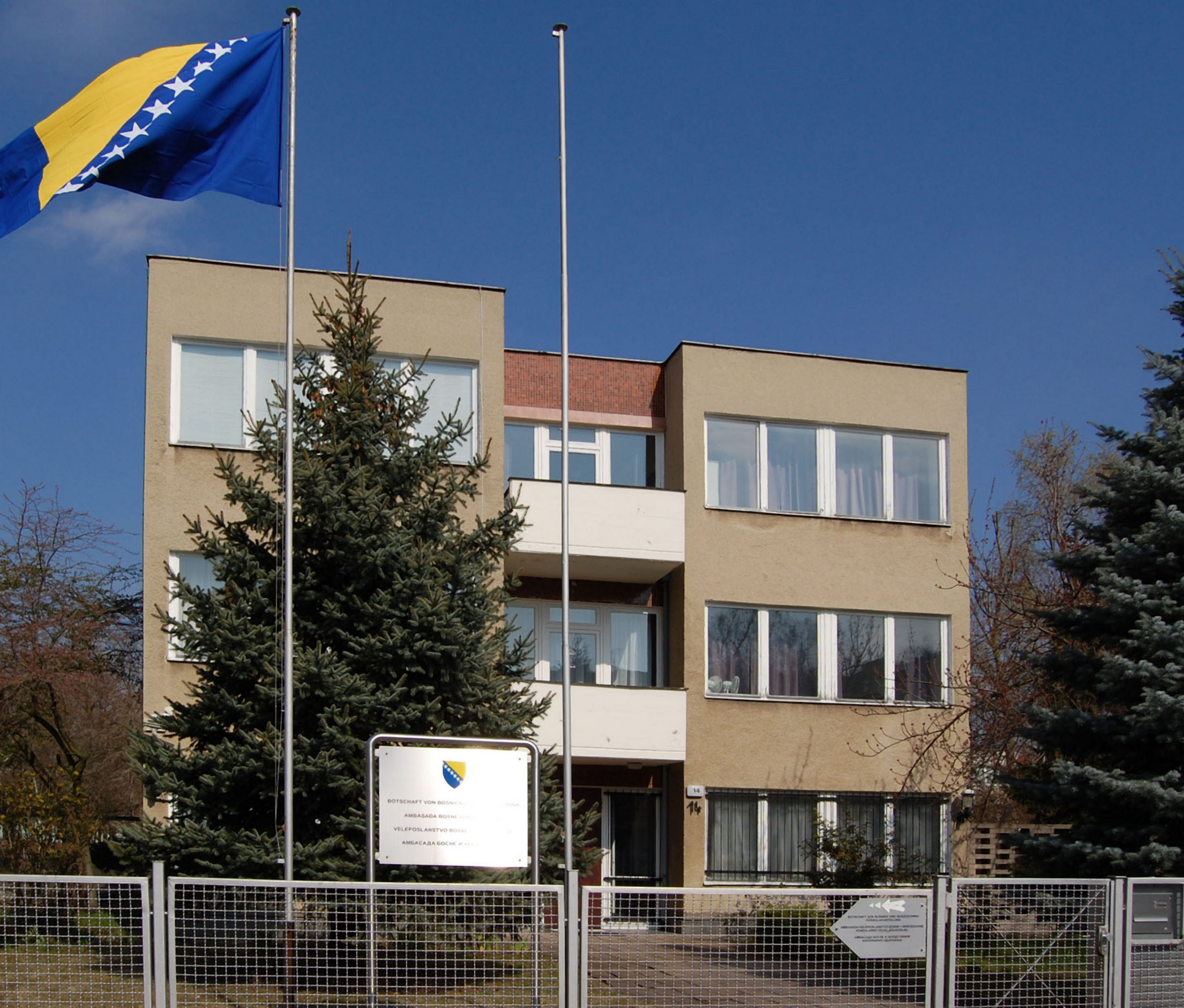
베를린 주재 보스니아 헤르체고비나 대사관

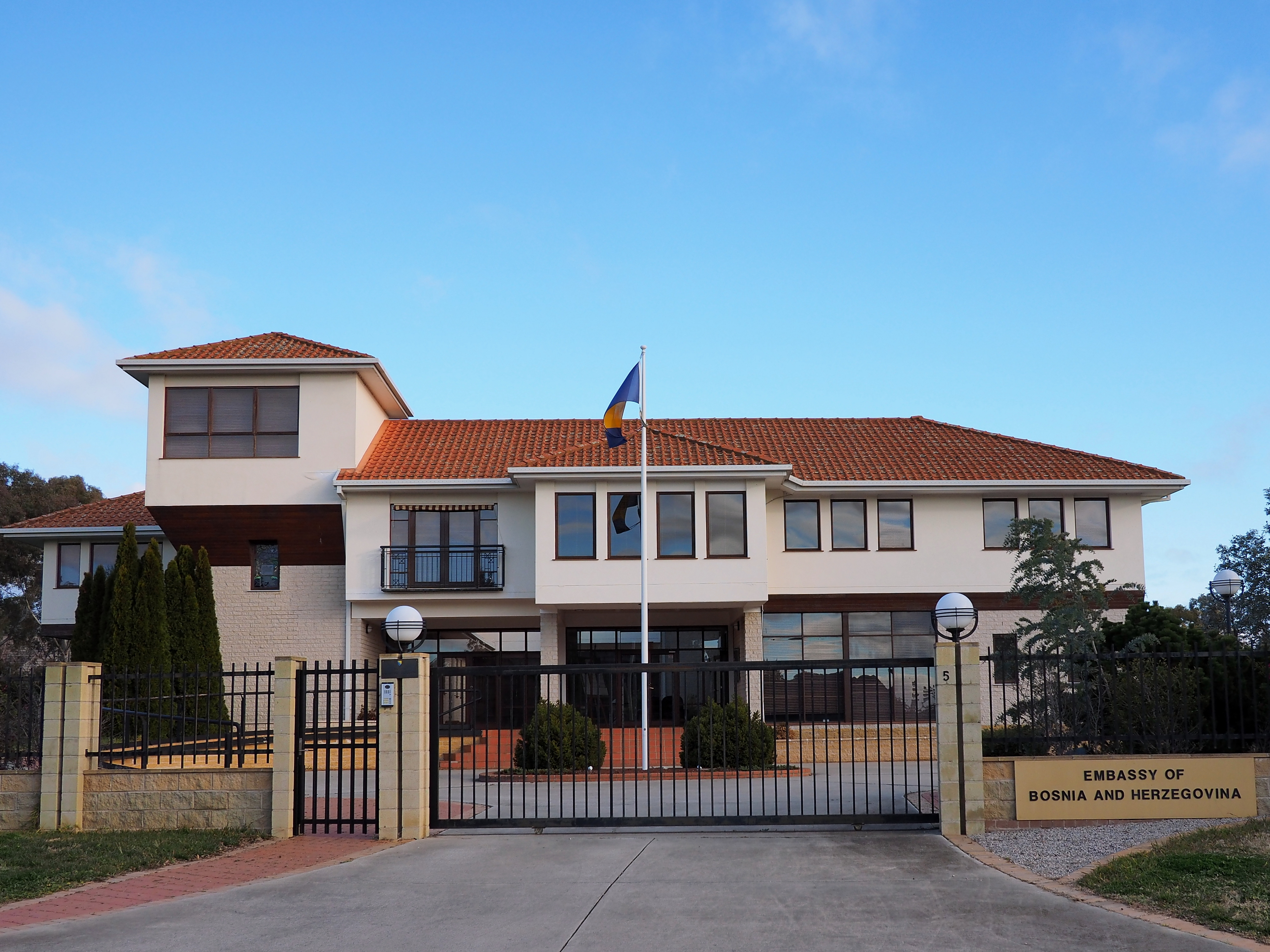
캔버라 주재 보스니아 헤르체고비나 대사관

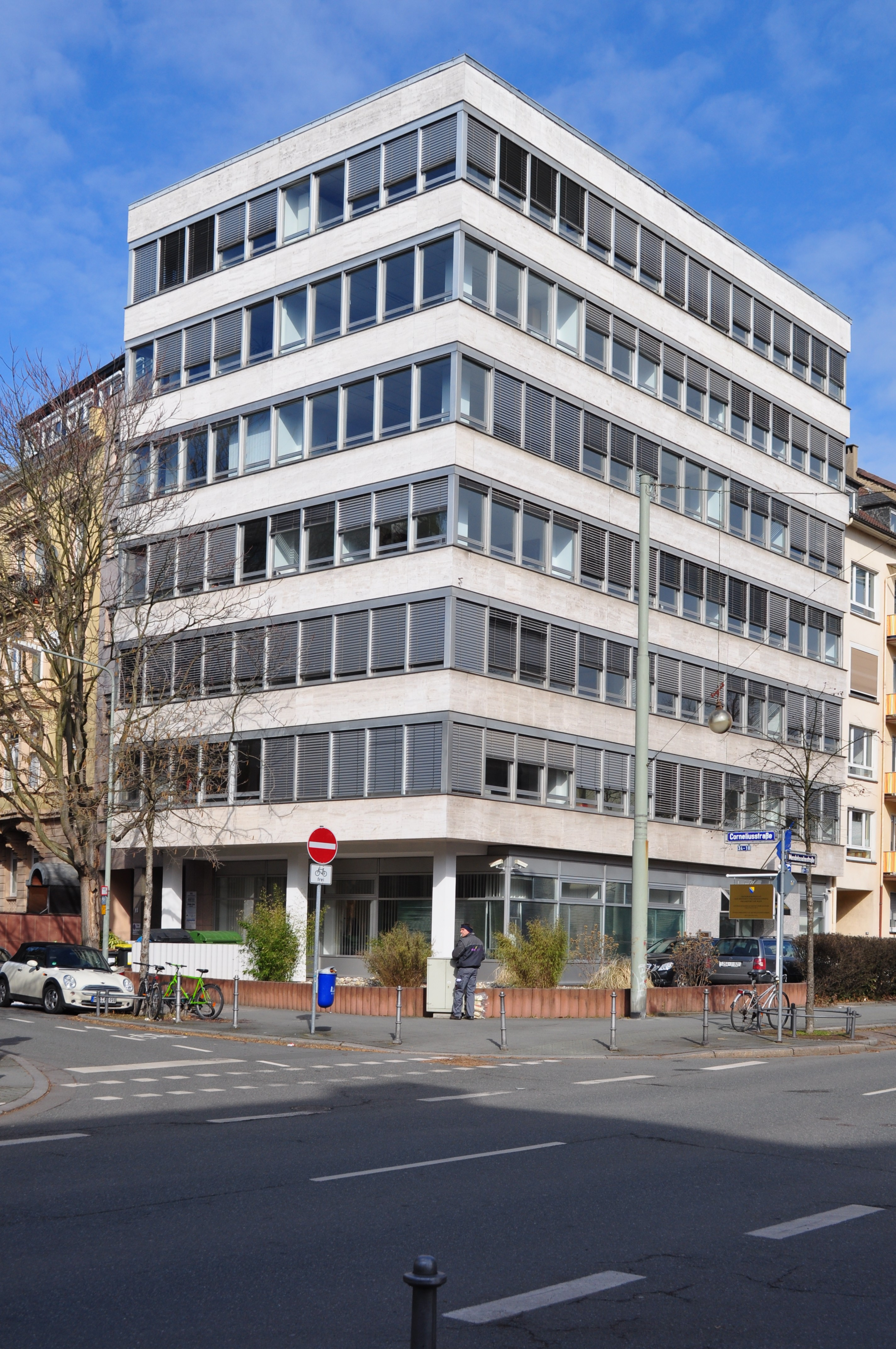
프랑크푸르트암마인 주재 보스니아 헤르체고비나 총영사관

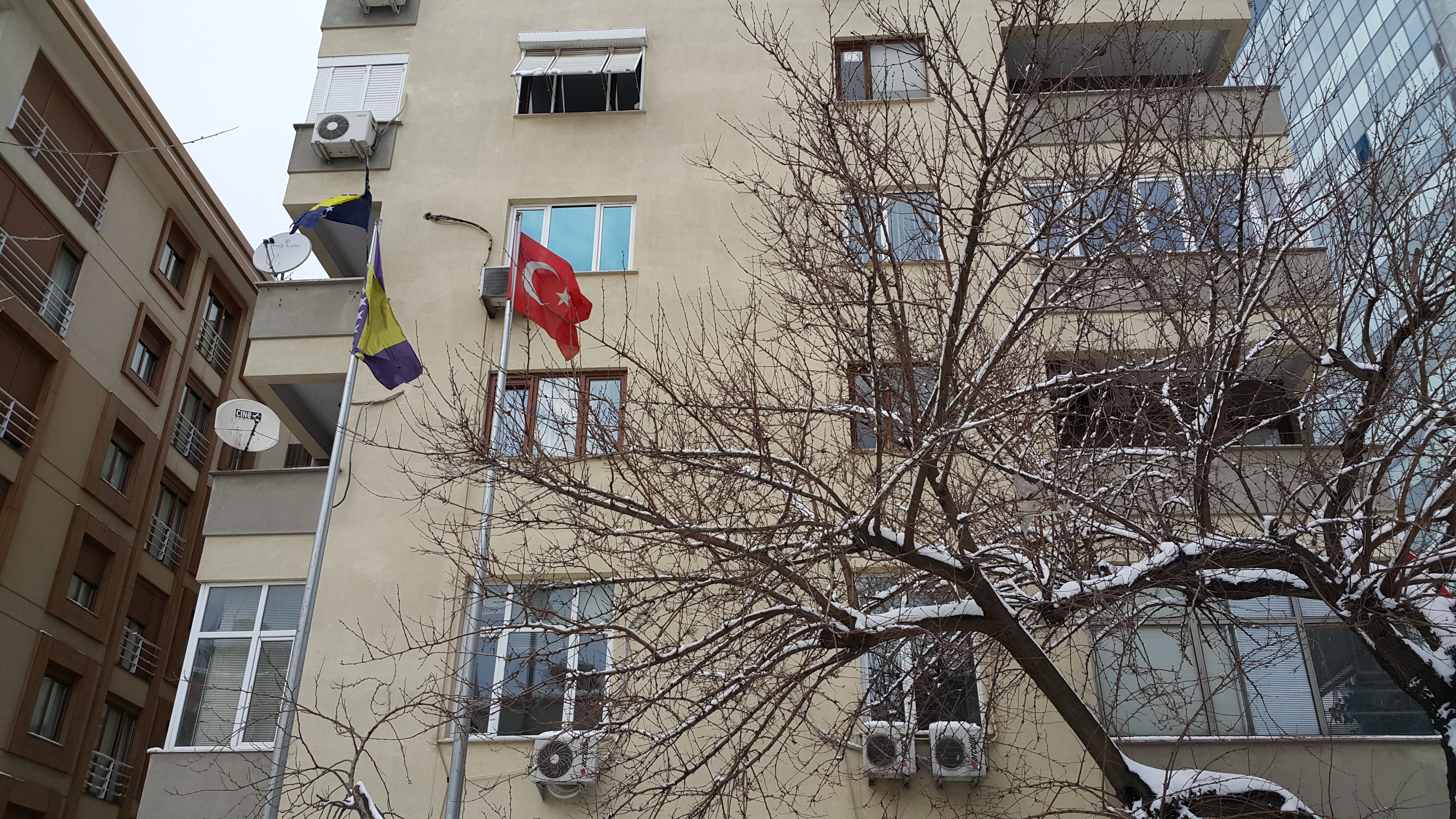
이스탄불 주재 보스니아 헤르체고비나 총영사관

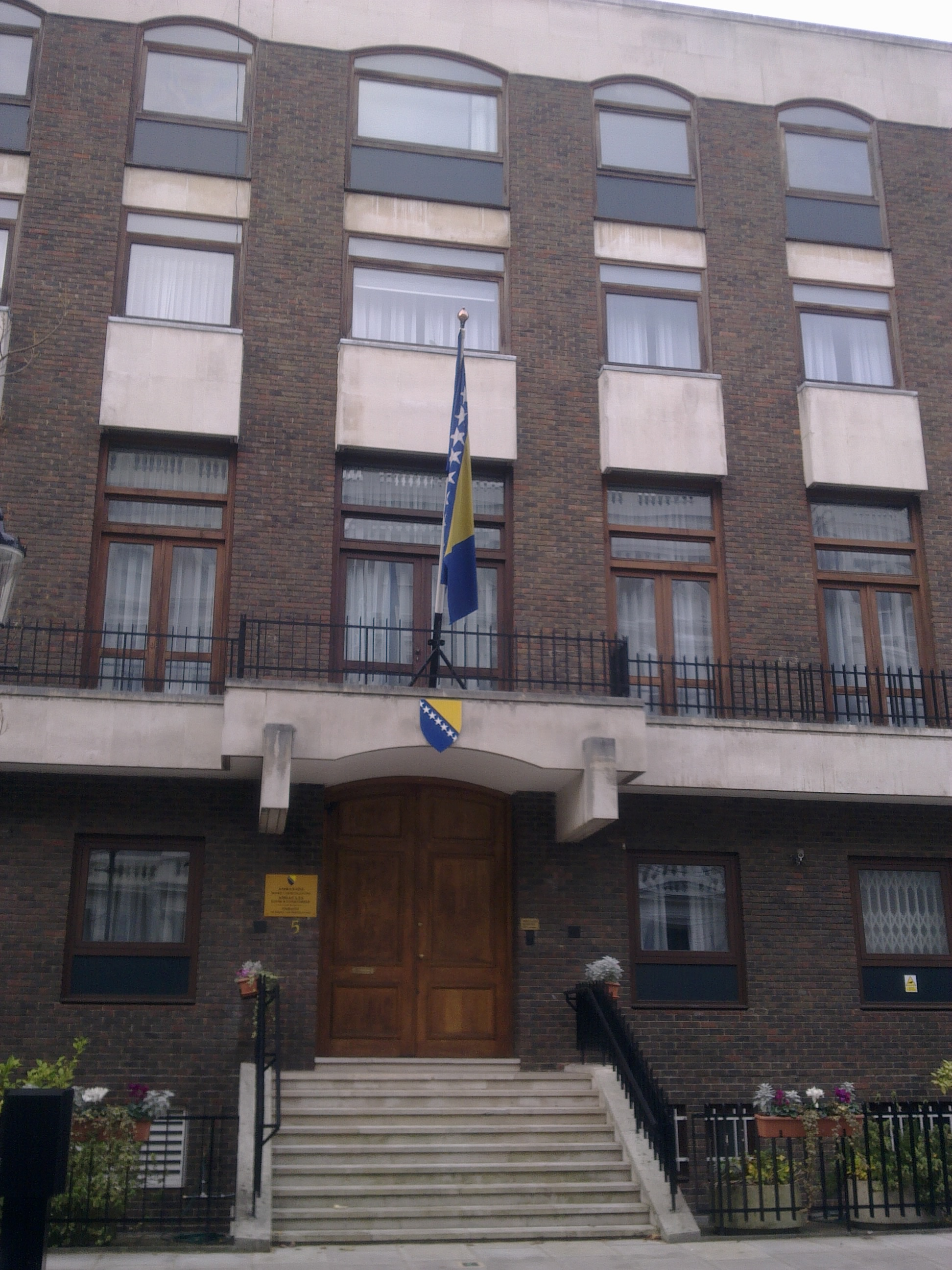
런던 주재 보스니아 헤르체고비나 대사관

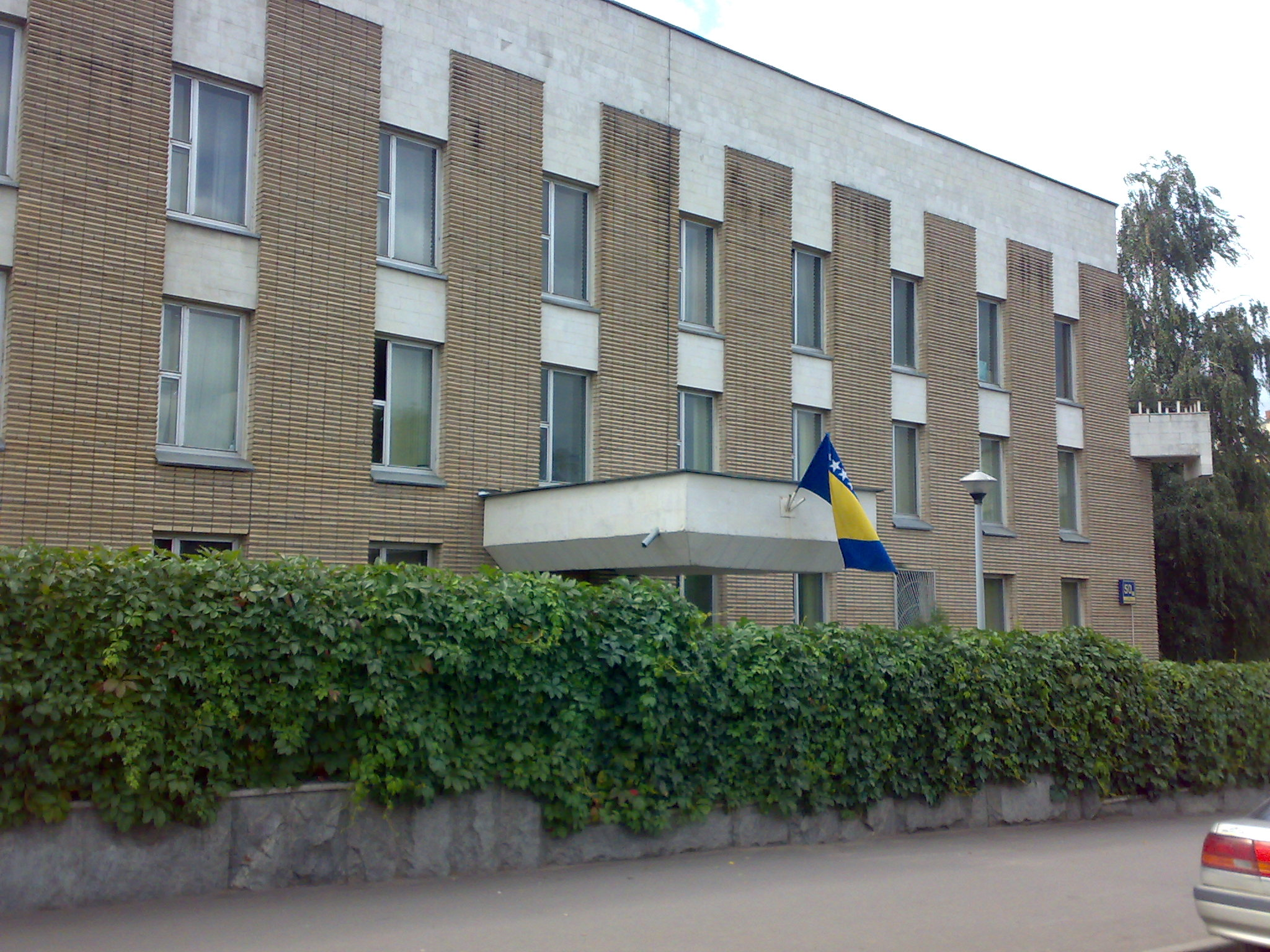
모스크바 주재 보스니아 헤르체고비나 대사관

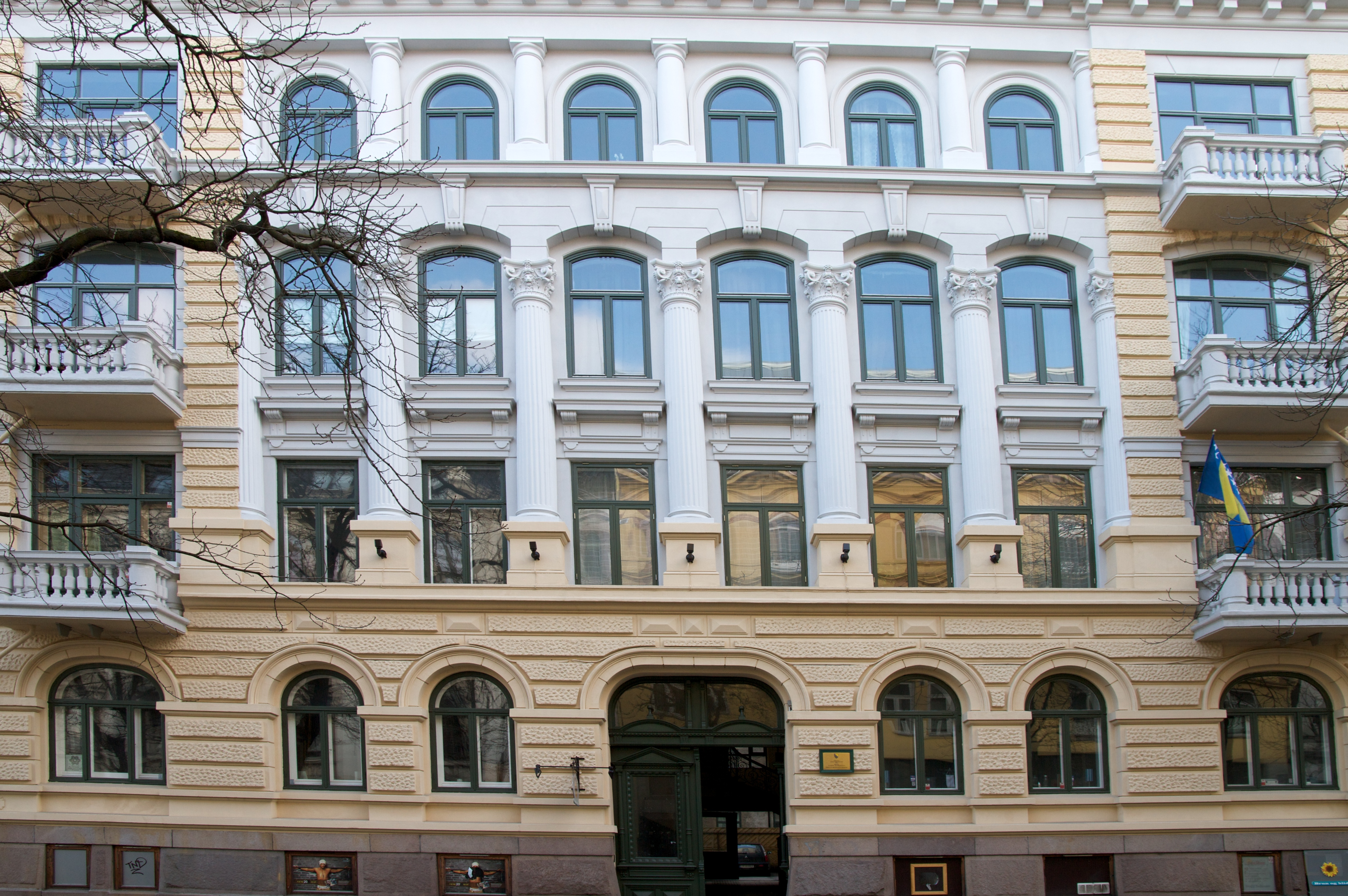
오슬로 주재 보스니아 헤르체고비나 대사관

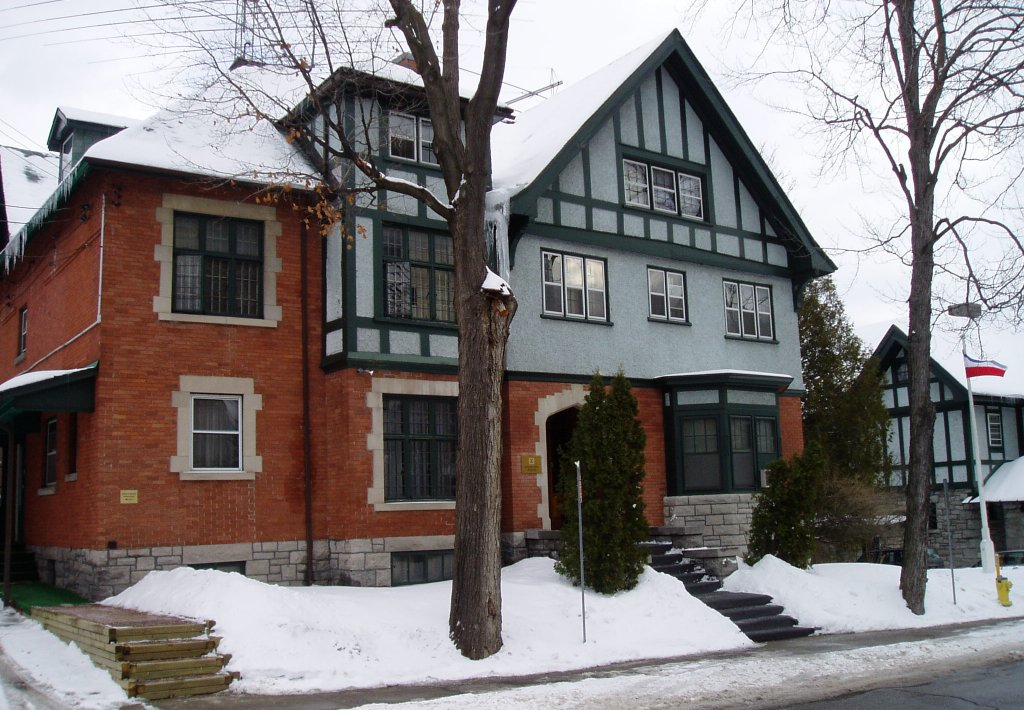
오타와 주재 보스니아 헤르체고비나 대사관

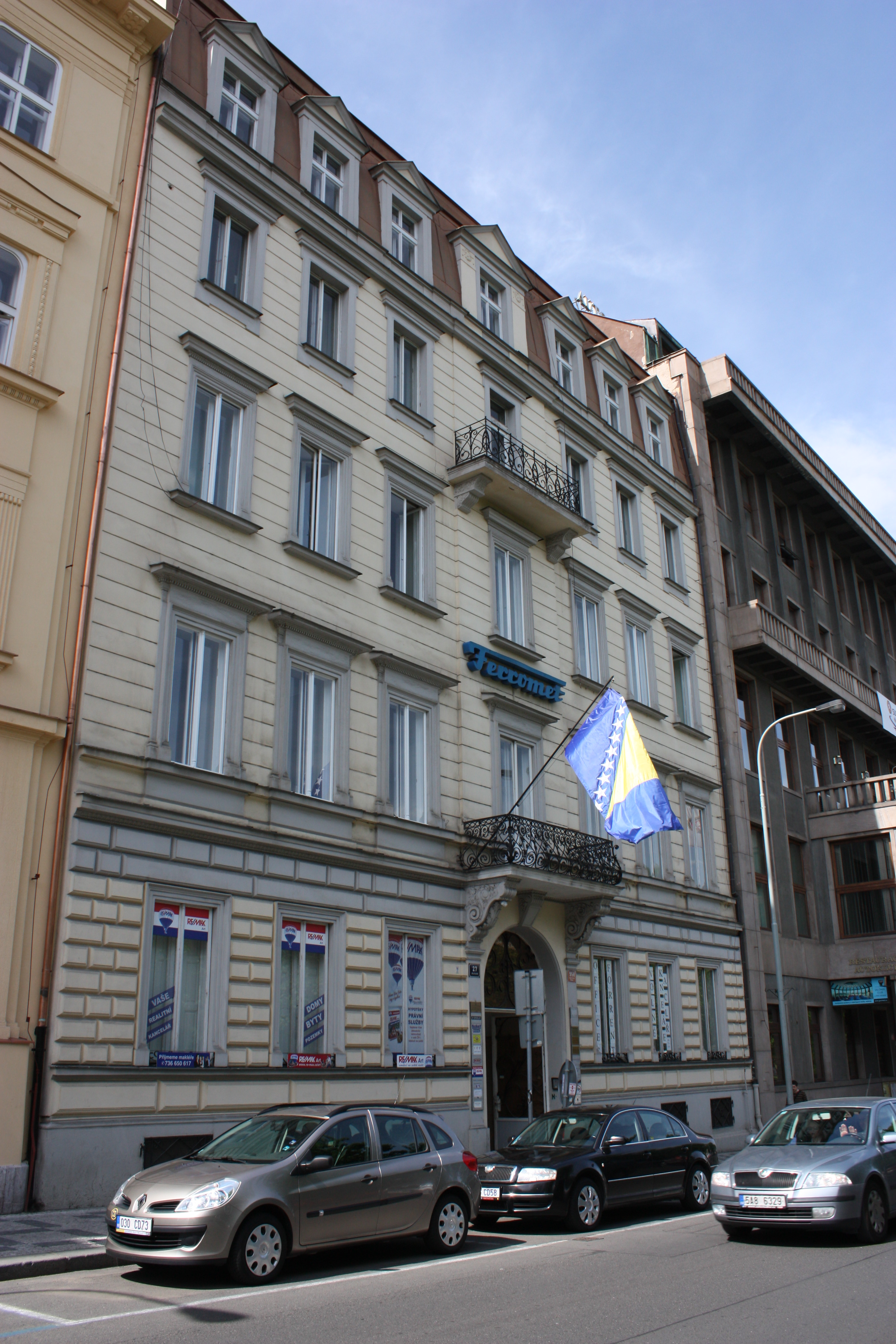
프라하 주재 보스니아 헤르체고비나 대사관

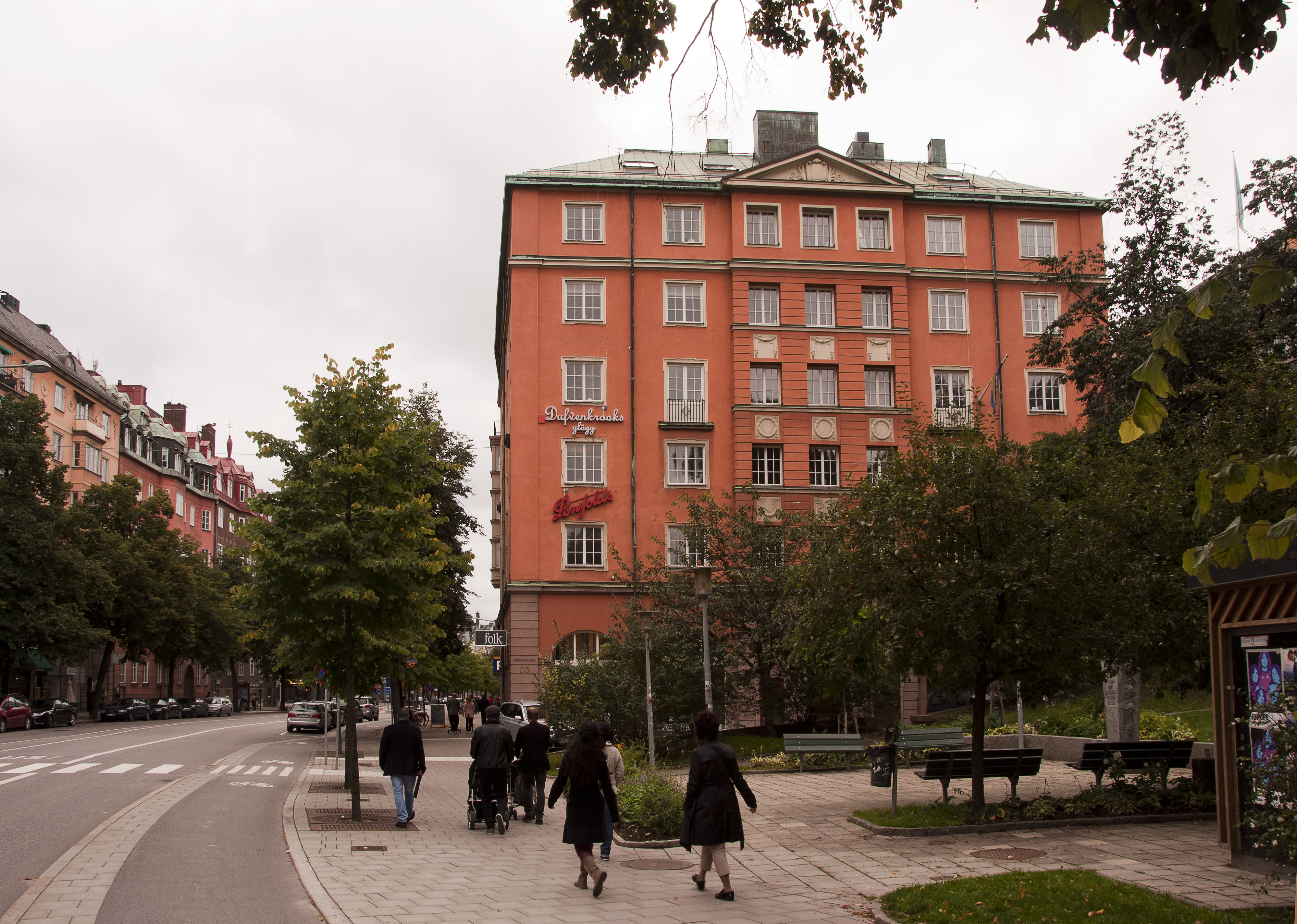
스톡홀름 주재 보스니아 헤르체고비나 대사관

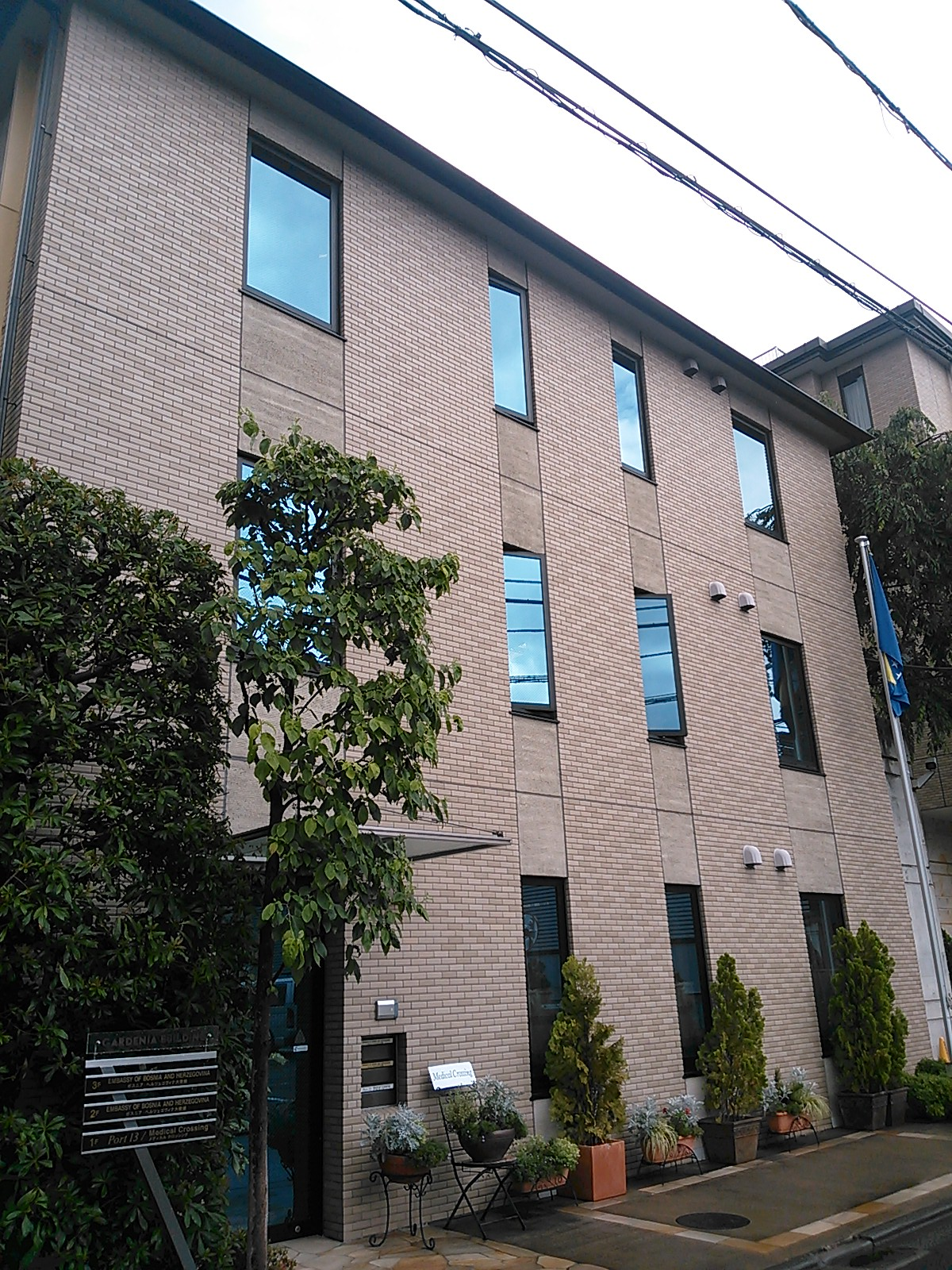
도쿄 도 주재 보스니아 헤르체고비나 대사관

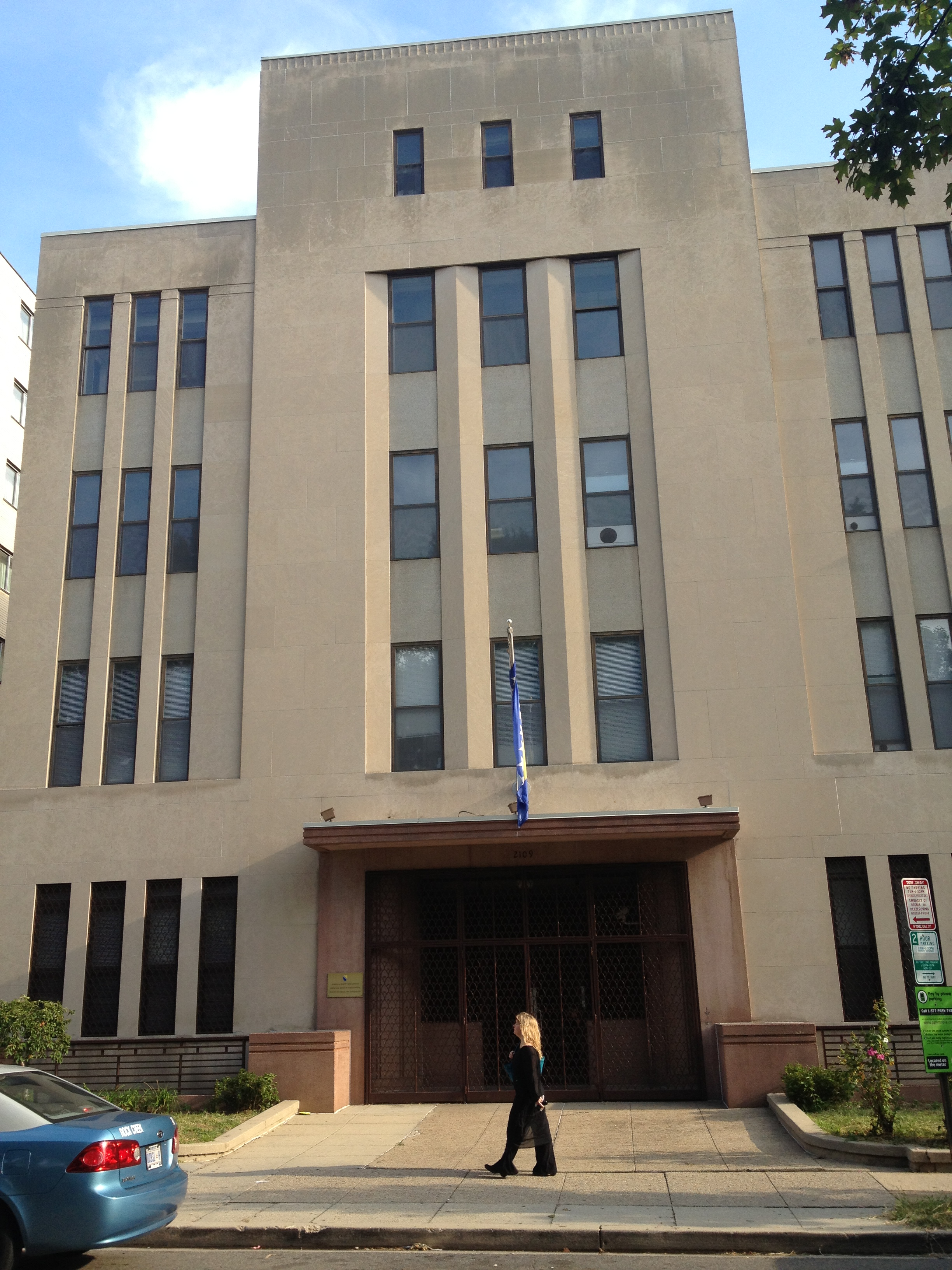
워싱턴 D.C. 주재 보스니아 헤르체고비나 대사관

아래는 보스니아 헤르체고비나의 재외공관 목록이다.

## 아프리카
- 리비아: 트리폴리 (대사관)
- 이집트: 카이로 (대사관)

## 아메리카
- 미국: 워싱턴 D.C. (대사관), 시카고 (총영사관)
- 캐나다: 오타와 (대사관)

## 아시아
- 말레이시아: 쿠알라룸푸르 (대사관)
- 사우디아라비아: 리야드 (대사관)
- 아랍에미리트: 아부다비 (대사관)
- 요르단: 암만 (대사관)
- 이란: 테헤란 (대사관)
- 이스라엘: 텔아비브 (대사관)
- 인도: 뉴델리 (대사관)
- 인도네시아: 자카르타 (대사관)
- 일본: 도쿄도 (대사관)
- 중화인민공화국: 베이징시 (대사관)
- 카타르: 도하 (대사관)
- 쿠웨이트: 쿠웨이트시티 (대사관)
- 튀르키예: 앙카라 (대사관), 이스탄불 (총영사관), 이즈미르 (영사관)
- 파키스탄: 이슬라마바드 (대사관)

## 유럽
- 그리스: 아테네 (대사관)
- 네덜란드: 헤이그 (대사관)
- 노르웨이: 오슬로 (대사관)
- 덴마크: 코펜하겐 (대사관)
- 독일: 베를린 (대사관), 프랑크푸르트암마인 (총영사관), 뮌헨 (총영사관), 슈투트가르트 (총영사관)
- 러시아: 모스크바 (대사관)
- 루마니아: 부쿠레슈티 (대사관)
- 북마케도니아: 스코페 (대사관)
- 몬테네그로: 포드고리차 (대사관)
- 바티칸 시국: 바티칸 시국 (대사관)
- 벨기에: 브뤼셀 (대사관)
- 불가리아: 소피아 (대사관)
- 세르비아: 베오그라드 (대사관)
- 스웨덴: 스톡홀름 (대사관)
- 스위스: 베른 (대사관)
- 스페인: 마드리드 (대사관)
- 슬로베니아: 류블랴나 (대사관)
- 영국: 런던 (대사관)
- 오스트리아: 빈 (대사관)
- 이탈리아: 로마 (대사관), 밀라노 (총영사관)
- 체코: 프라하 (대사관)
- 크로아티아: 자그레브 (대사관)
- 폴란드: 바르샤바 (대사관)
- 프랑스: 파리 (대사관)
- 헝가리: 부다페스트 (대사관)

## 오세아니아
- 오스트레일리아: 캔버라 (대사관)

## 대표부
- EU, NATO 보스니아 헤르체고비나 정부 대표부: 브뤼셀
- UN 보스니아 헤르체고비나 정부 대표부: 뉴욕, 제네바
- 유럽 평의회 보스니아 헤르체고비나 정부 대표부: 스트라스부르
- 유럽 안보 협력 기구 보스니아 헤르체고비나 정부 대표부: 빈